# La Submersion du Japon (film, 1973)
Pour les articles homonymes, voir La Submersion du Japon.
Pour plus de détails, voir Fiche technique et Distribution.
La Submersion du Japon (日本沈没, Nihon chinbotsu) est un film catastrophe japonais sorti en 1973. Il est réalisé par Shirō Moritani d'après le roman de même nom de Sakyō Komatsu. Le film met en scène les acteurs Keiju Kobayashi, Hiroshi Fujioka et Ayumi Ishida.

## Synopsis
A bord d’un sous-marin, le volcanologue Dr Tadokoro explore les fonds marins du Japon quand celui-ci découvre avec horreur que la croûte terrestre dans ces environs a créé un large abysse. Comme il est expliqué au premier ministre, cet abysse provoque la submersion du Japon dans l’océan. Alors que cette submersion débute, le pays est dévasté par des tremblements de terre massifs et des raz-de-marées. Le premier ministre demande de l’aide aux autres nations du monde pour relocaliser la population japonaise avant que je Japon ne coule sous les eaux pour de bon.

## Fiche technique
- Titre français : La Submersion du Japon[3],[4]
- Titre original : 日本沈没 (Nihon chinbotsu?)
- Titre international : Submersion of Japan
- Réalisation : Shirō Moritani, d'après le roman La Submersion du Japon de Sakyō Komatsu
- Scénario : Shinobu Hashimoto
- Effets spéciaux: Teruyoshi Nakano[5]
- Photographie : Hiroshi Murai et Daisaku Kimura (ja)
- Montage : Michiko Ikeda (ja)
- Décors : Yoshirō Muraki
- Opération du Set Miniature: Fumio Nakadai, Koji Matsumoto[5]
- Lumière: Kojiro Sato[5]
- Son: Toshiya Ban[5]
- Musique: Masaru Sato[5]
- Société de production : Tōhō
- Pays d'origine :  Japon
- Langue originale : japonais
- Genre : film catastrophe
- Format : couleur (Eastmancolor) - 2,35:1 - 35 mm - son mono (Westrex Recording System)
- Durée : 140 minutes[6] (métrage : 3 935 m[6])
- Dates de sortie :
  - Japon : 29 décembre 1973[6]
  - France : 28 mai 1975[3]

## Distribution
- Keiju Kobayashi: Yusuke Tadokoro
- Hiroshi Fujioka: Toshio Onodera
- Ayumi Ishida: Reiko Abe
- Tetsurō Tanba: le Premier Ministre Yamamoto
- Shogo Shimada: Watari
- Andrew Hughes: Premier Ministre Australien
- Nobuo Nakamura: Ambassadeur Japonais
- Haruo Nakajima: Chauffeur du Premier Ministre
- Hideaki Nitani: Dr. Nakata
- Isao Natsuyagi: Yuki
- Akira Nagoya: Sécurité D-2
- Yusuke Takita: Professeur Assistant Yukinaga
- Lorne Greene: Ambassadeur Warren Richards (uniquement pour la version U.S.)
- John Fujioka: Narita (uniquement pour la version U.S.)
- Rhonda Leigh Hopkins: Fran (uniquement pour la version U.S.)

## Box office
Ce fut le film le plus rentable au Japon en 1973 et 1974. Il rapporta plus que le double du deuxième film le plus rentable de l’année: The Human Revolution. Le film a obtenu 2,82868¥ au Japon.

## Version américaine
Roger Corman a acheté les droits du film aux États-Unis pour travailler avec New World Pictures. Il a coupé une certaine quantité de film, a ajouté de nouvelles séquences dirigées par Andrew Meyer avec Lorne Greene en tant qu’ambassadeur aux Nations unies, et en mai 1975, l’a diffusé en tant que Tidal Wave. La version américaine contient également les acteurs Rhonda Leigh Hopkins, John Fujioka, Marvin Miller, Susan Sennett, Ralph James, Phil Roth, Cliff Pellow et Joe Dante. New World Pictures ont également publié simultanément aux États-Unis une version intégrale dans un format sous-titré Submersion of Japan. Une version internationale fut également publiée par Toho International. Le film fut également un gros succès aux États-Unis, rapportant $3.5 millions.

## Remake en 2006
En 2006, Shinji Higuchi produit une nouvelle version de La Submersion du Japon, qui est publiée le 15 juillet 2006 au Japon. Le scénario fut composé par Sakyô Komatsu et Masato Katô avec comme casting principal Tsuyoshi Kusanagi, Kô Shibasaki et Etsushi Toyokawa. Le film fut nommé pour le Asian Film Award pour les meilleurs effets visuels en 2007.

## La SérieJapan Sinks 2020
Japan Sinks 2020 est une série d’animation diffusée le 9 juillet 2020 en Angleterre, contenant, à ce jour, une saison de 10 épisodes. Produite par Netflix, elle est basée sur le roman éponyme de Sakyo Komatsu. Le casting principal est constitué de Reina Ueda, Masaki Terasoma et Hiroyuki Yoshino. Dirigée par Masaaki Yuasa, qui a également produit Devilman Crybaby, la série obtient une victoire au Festival du film d’animation d’Annecy en 2021 pour la meilleure série TV et est nommée deux fois aux Crunchyroll Anime Awards, une fois pour le meilleure underscoring et une fois pour le meilleur drame, tous deux en 2021.